# Stephen Lipson
Stephen J. Lipson, noto come Steve Lipson (16 marzo 1954), è un musicista, paroliere e produttore discografico statunitense.

## Biografia
Stephen J. Lipson in qualità di musicista (principalmente chitarrista) e produttore ha collaborato con numerosi artisti tra cui Paul McCartney, Cher, Grace Jones, Rod Stewart, Geri Halliwell, Natalie Imbruglia, Duncan James, Robbie Williams, Will Young, Sally Oldfield, Bonnie Tyler, Ronan Keating, Paul McCartney, Annie Lennox.
In Italia ha prodotto e registrato la canzone Niente da perdere di Zucchero Fornaciari. Inoltre ha collaborato insieme a Peppe Vessicchio in qualità di produttore nell'album Per tutte le volte che... di Valerio Scanu, in qualità di musicista nel brano Ti penso e cambia il mondo di Adriano Celentano basato sul Preludio op. 28 n. 20 di Chopin in qualità di additional production e missaggio nell'EP Ragazza occhi cielo di Loredana Errore.
Dal 2006 è membro e cofondatore (con Trevor Horn, Chris Braide, Lol Creme e Ash Soan) della band inglese indie rock Producers.

## Crediti parziali
- 1978 - Wake Up Your Mind di Joni Haastrup (produzione)
- 1989 - Street Fighting Years dei Simple Minds (produzione)
- 1991 - Real Life dei Simple Minds (produzione)
- 1992 - Dracula di Wojciech Kilar (produzione)
- 1993 - Lions and Tigers and Bears di The Adventures (produzione)
- 1995 - Medusa di Annie Lennox (produzione)
- 1996 - Niente da perdere di Zucchero Fornaciari (produzione e missaggio)
- 1997 - Much Afraid di Jars of Clay (produzione)
- 2002 - Ddrmax 2: Dance Dance Revolution 7th Mix di Various Artists (produzione)
- 2005 - Counting Down the Days di Natalie Imbruglia (chitarra, tastiere, mandolino, programmatore e produzione)
- 2004 - 10 Years Of Hits di Ronan Keating (chitarra [basso] e programmatore)
- 2007 - Tribute to Joni Mitchell di Various Artists (produzione audio)
- 2008 - Back Again...No Matter What: The Greatest Hits (UK Bonus Track) dei Boyzone (produzione)
- 2008 - Let It Go di Will Young (chitarra, tastiere, missaggio, produzione e programmatore)
- 2008 - Now That's What I Call Music: 25 Years di Various Artists (produzione)
- 2009 - The Hits di Will Young (compositore, chitarra, basso, produzione, programmatore, missaggio e tastiere)
- 2009 - Annie Lennox Collection (Deluxe) di Annie Lennox (missaggio e produzione)
- 2010 - Per tutte le volte che... di Valerio Scanu (produzione, arrangiamenti, missaggio, programmatorem chitarra )
- 2010 - Secret Wish (25th Anniversary) di Propaganda (produzione ed engineer)
- 2010 - Love Songs (Sony compilation) di Various Artists (produzione)
- 2010 - Ragazza occhi cielo di Loredana Errore (additional production e missaggio)
- 2010 - Leave Right Now di Will Young (compositore, produzione, programmatore, chitarra [basso], chitarra)
- 2010 - World's Greatest Ballads di Various Artists (produzione)
- 2010 - Ultimate di Pet Shop Boys (produzione)
- 2010 - Dance Classics Pop Edition, Vol. 3 di Various Artists (compositore)
- 2010 - P.A.R.C.E. di Juanes (produzione)
- 2010 -  Triple Feature: Jars of Clay/Much Afraid/If I Left the Zoo di Jars of Clay (produzione)
- 2011 - The Essential Whitney Houston di Whitney Houston (produzione)
- 2011 - Art of the 12" di Zang Tuum Tumb (assistente alla produzione, produzione, ed engineer)
- 2011 - Combined: The Best of Claudia Brücken di Claudia Brücken (produzione)
- 2011 - Love Songs: The Ultimate Collection di Various Artists (produzione)
- 2011 - Liverpool (Deluxe Edition) di Frankie Goes to Hollywood (chitarra, tastiera e produzione)
- 2012 - Ti penso e cambia il mondo di Adriano Celentano (musicista)
- 2012 - Brilliant degli Ultravox (produzione)

## Colonne sonore
- 1987 - Miami Vice (serie tv - 3x21 Toc toc chi è? - Knock Knock...Who's There?)
- 1989 - Due di troppo (titolo originale Worth Winning)
- 1992 - Toys - (musicista)